# Jozy Altidore
Jozy Altidore, né le 6 novembre 1989 à  Livingston dans le New Jersey, est un joueur de soccer international américain, d'origine haïtienne. Il joue au poste d'attaquant.

## Biographie

### Parcours en club
Il arrive à Villarreal en 2008 pour la somme de 6,5 millions d'euros. Afin de se relancer, le joueur, qui ne marque qu'un seul but cette saison, est prêté au club leader de la deuxième division espagnole, le Xerez CD. En août 2009, il est prêté à Hull City avant de revenir dans club propriétaire à l'aube de la saison 2010.
Il est prêté à Bursaspor (Turquie) pour finir la saison 2011.
Il détient le record du but marqué le plus rapidement en Liga (après seulement 10 secondes de jeu).
Le 15 juillet 2011, Altidore s'engage avec l'AZ Alkmaar. Il fait ses débuts en Eredivisie le 7 août, lors d'un match comptant pour la première journée face au PSV Eindhoven. Il entre en jeu et marque pour sceller la victoire 3 buts à 1 de son équipe. Altidore entre également en jeu contre Twente. Il ne marque pas et l'AZ s'incline 2-0.
Il fête sa première titularisation le 21 août lors de la rencontre opposant son club à Nimègue. Il réalise un doublé et Alkmaar s'impose 4-0. Le 25 août, il réussit un nouveau doublé, cette fois-ci en Ligue Europa lors d'une victoire 6-0 contre les Norvégiens d'Aalesund. Il inscrit deux nouveaux buts en Ligue Europa, le 15 septembre contre le club suédois du Malmö FF et le 29 septembre contre les Ukrainiens du Metalist Kharkiv.
Le 9 juillet 2013 il rejoint Sunderland FC pour quatre saisons.
Le 16 janvier 2015, il est échangé au Toronto FC en retour de Jermain Defoe.

## Palmarès

### En sélection
Jozy Altidore remporte la Gold Cup en 2017 avec la sélection américaine après avoir échoué en finale en 2011. Il est de nouveau malheureux finaliste lors de l'édition 2019. Il fait aussi partie du groupe des États-Unis qui atteint la finale de la Coupe des confédérations en 2009.

### En club
Avec l'AZ Alkmaar, il est vainqueur de la Coupe des Pays-Bas en 2013 durant laquelle il s'illustre en inscrivant huit buts en six rencontres, notamment au cours de la finale. En Angleterre, Sunderland se hisse en finale de la Coupe de la Ligue en 2014. Au cours de son parcours au Toronto FC, Altidore remporte deux championnats canadiens en 2017 et 2018. La saison 2017, en plus du championnat canadien, est couronnée par deux autres titres, le MLS Supporters' Shield 2017 et la Coupe MLS 2017, illustrant un triplé inédit dans le soccer canadien. Il est par ailleurs deux fois finaliste de la Coupe MLS, s'inclinant à chaque fois contre les Sounders de Seattle en 2016 et 2019. En 2018, il atteint aussi la finale de la Ligue des champions de la CONCACAF 2018.

## Statistiques

### En club
| Saison                | Club                                 | Championnat           | Championnat | Championnat | Coupe nationale | Coupe nationale | Coupe de la Ligue | Coupe de la Ligue | Compétition(s) continentale(s) | Compétition(s) continentale(s) | Compétition(s) continentale(s) | Séries | Séries | États-Unis | États-Unis | Total | Total |
| Saison                | Club                                 | Division              | M.          | B.          | M.              | B.              | M.                | B.                | Comp.                          | M.                             | B.                             | M.     | B.     | M.         | B.         | M.    | B.    |
| 2006                  | Metrostars                           | MLS                   | 7           | 3           | 1               | 0               | -                 | -                 | -                              | -                              | -                              | 2      | 1      | -          | -          | 10    | 4     |
| 2007                  | Red Bulls de New York                | MLS                   | 22          | 9           | 1               | 0               | -                 | -                 | -                              | -                              | -                              | 2      | 0      | 1          | 0          | 26    | 9     |
| 2008                  | Red Bulls de New York                | MLS                   | 8           | 3           | -               | -               | -                 | -                 | -                              | -                              | -                              | -      | -      | 2          | 1          | 10    | 4     |
| Sous-total            | Sous-total                           | Sous-total            | 37          | 15          | 2               | 0               | 0                 | 0                 | -                              | -                              | -                              | 4      | 1      | 3          | 1          | 46    | 17    |
| 2008-2009             | Villarreal CF                        | Primera División      | 6           | 1           | 2               | 0               | -                 | -                 | C1                             | 0                              | 0                              | -      | -      | 3          | 1          | 11    | 2     |
| 2008-2009             | Xerez CD (prêt)                      | Segunda División      | 0           | 0           | 0               | 0               | -                 | -                 | -                              | -                              | -                              | -      | -      | 10         | 5          | 10    | 5     |
| 2009-2010             | Hull City (prêt)                     | Premier League        | 28          | 1           | 1               | 0               | 1                 | 1                 | -                              | -                              | -                              | -      | -      | 13         | 2          | 43    | 4     |
| 2010-2011             | Villarreal CF                        | Primera División      | 3           | 0           | 4               | 2               | -                 | -                 | C3                             | 7                              | 0                              | -      | -      | 3          | 1          | 17    | 3     |
| Sous-total            | Sous-total                           | Sous-total            | 9           | 1           | 6               | 2               | 0                 | 0                 | -                              | 7                              | 0                              | -      | -      | 6          | 2          | 28    | 5     |
| 2010-2011             | Bursaspor (prêt)                     | Süperlig              | 12          | 1           | 0               | 0               | -                 | -                 | -                              | -                              | -                              | -      | -      | 7          | 2          | 19    | 3     |
| 2011-2012             | AZ Alkmaar                           | Eredivisie            | 34          | 15          | 4               | 0               | -                 | -                 | C3                             | 14                             | 4                              | -      | -      | 10         | 1          | 62    | 20    |
| 2012-2013             | AZ Alkmaar                           | Eredivisie            | 33          | 23          | 6               | 8               | -                 | -                 | C3                             | 2                              | 0                              | -      | -      | 11         | 4          | 52    | 35    |
| Sous-total            | Sous-total                           | Sous-total            | 67          | 38          | 10              | 8               | 0                 | 0                 | -                              | 16                             | 4                              | -      | -      | 21         | 5          | 114   | 55    |
| 2013-2014             | Sunderland AFC                       | Premier League        | 31          | 1           | 2               | 0               | 6                 | 1                 | -                              | -                              | -                              | -      | -      | 11         | 6          | 50    | 8     |
| 2014-2015             | Sunderland AFC                       | Premier League        | 11          | 0           | 0               | 0               | 2                 | 1                 | -                              | -                              | -                              | -      | -      | 5          | 2          | 18    | 3     |
| Sous-total            | Sous-total                           | Sous-total            | 42          | 1           | 2               | 0               | 8                 | 2                 | -                              | -                              | -                              | -      | -      | 16         | 8          | 68    | 11    |
| 2015                  | Toronto FC                           | MLS                   | 25          | 13          | 1               | 1               | -                 | -                 | -                              | -                              | -                              | 1      | 0      | 13         | 6          | 40    | 20    |
| 2016                  | Toronto FC                           | MLS                   | 23          | 10          | 0               | 0               | -                 | -                 | -                              | -                              | -                              | 6      | 5      | 10         | 6          | 39    | 21    |
| 2017                  | Toronto FC                           | MLS                   | 27          | 15          | 2               | 1               | -                 | -                 | -                              | -                              | -                              | 4      | 2      | 11         | 4          | 44    | 22    |
| 2018                  | Toronto FC                           | MLS                   | 13          | 7           | 3               | 3               | -                 | -                 | LCC                            | 9                              | 3                              | -      | -      | 0          | 0          | 25    | 13    |
| 2019                  | Toronto FC                           | MLS                   | 22          | 11          | 2               | 0               | -                 | -                 | LCC                            | 0                              | 0                              | 1      | 1      | 5          | 1          | 30    | 13    |
| 2020                  | Toronto FC                           | MLS                   | 14          | 2           | -               | -               | -                 | -                 | -                              | -                              | -                              | 1      | 0      | -          | -          | 15    | 2     |
| 2021                  | Toronto FC                           | MLS                   | 16          | 4           | 1               | 1               | -                 | -                 | LCC                            | 2                              | 0                              | -      | -      | -          | -          | 19    | 5     |
| Sous-total            | Sous-total                           | Sous-total            | 140         | 62          | 9               | 6               | 0                 | 0                 | -                              | 11                             | 3                              | 13     | 8      | 39         | 17         | 212   | 96    |
| 2022                  | Revolution de la Nouvelle-Angleterre | MLS                   | 17          | 1           | 0               | 0               | -                 | -                 | LCC                            | 2                              | 0                              | -      | -      | -          | -          | 19    | 1     |
| 2022-2023             | Club Puebla (prêt)                   | Liga MX               | 6           | 2           | 0               | 0               | -                 | -                 | -                              | -                              | -                              | -      | -      | -          | -          | 6     | 2     |
| 2023                  | Revolution de la Nouvelle-Angleterre | MLS                   | 10          | 1           | 1               | 0               | -                 | -                 | -                              | -                              | -                              | -      | -      | -          | -          | 11    | 1     |
| Sous-total            | Sous-total                           | Sous-total            | 27          | 2           | 1               | 0               | -                 | -                 | -                              | 2                              | 0                              | -      | -      | -          | -          | 30    | 2     |
| Total sur la carrière | Total sur la carrière                | Total sur la carrière | 368         | 123         | 31              | 16              | 9                 | 3                 | -                              | 36                             | 7                              | 17     | 9      | 115        | 42         | 576   | 200   |

### Buts internationaux
| #  | Date             | Lieu                                   | Adversaire                      | Score | Résultat | Compétition                       |
| -- | ---------------- | -------------------------------------- | ------------------------------- | ----- | -------- | --------------------------------- |
| 1  | 6 février 2008   | Reliant Stadium, Houston               | Mexique                         | 2-1   | 2-2      | Match amical                      |
| 2  | 11 octobre 2008  | RFK Stadium, Washington, D.C.          | Cuba                            | 5-1   | 6-1      | Éliminatoires Coupe du monde 2010 |
| 3  | 28 mars 2009     | Estadio Cuscatlán, San Salvador        | Salvador                        | 2-1   | 2-2      | Match amical                      |
| 4  | 1er avril 2009   | LP Field, Nashville                    | Trinité-et-Tobago               | 1-0   | 3-0      | Éliminatoires Coupe du monde 2010 |
| 5  | 1er avril 2009   | LP Field, Nashville                    | Trinité-et-Tobago               | 2-0   | 3-0      | Éliminatoires Coupe du monde 2010 |
| 6  | 1er avril 2009   | LP Field, Nashville                    | Trinité-et-Tobago               | 3-0   | 3-0      | Éliminatoires Coupe du monde 2010 |
| 7  | 24 juin 2009     | Free State Stadium, Bloemfontein       | Espagne                         | 1-0   | 2-0      | Coupe des confédérations 2009     |
| 8  | 5 septembre 2009 | Rio Tinto Stadium, Sandy               | Salvador                        | 2-1   | 2-1      | Éliminatoires Coupe du monde 2010 |
| 9  | 29 mai 2010      | Lincoln Financial Field, Philadelphie  | Turquie                         | 1-1   | 2-1      | Match amical                      |
| 10 | 9 octobre 2010   | Soldier Field, Chicago                 | Pologne                         | 1-0   | 2-2      | Match amical                      |
| 11 | 7 juin 2011      | Ford Field, Détroit                    | Canada                          | 1-0   | 2-0      | Gold Cup 2011                     |
| 12 | 14 juin 2011     | Livestrong Sporting Park, Kansas City  | Guadeloupe                      | 1-0   | 1-0      | Gold Cup 2011                     |
| 13 | 15 novembre 2011 | Stožice Stadium, Ljubljana             | Slovénie                        | 1-3   | 2-3      | Match amical                      |
| 14 | 2 juin 2013      | RFK Stadium, Washington, D.C.          | Allemagne                       | 1-0   | 4-3      | Match amical                      |
| 15 | 7 juin 2013      | Independence Park, Kingston            | Jamaïque                        | 0-1   | 1-2      | Éliminatoires Coupe du monde 2014 |
| 16 | 11 juin 2013     | CenturyLink Field, Seattle, Washington | Panama                          | 1-0   | 2-0      | Éliminatoires Coupe du monde 2014 |
| 17 | 18 juin 2013     | Rio Tinto Stadium, Sandy               | Honduras                        | 1-0   | 1-0      | Éliminatoires Coupe du monde 2014 |
| 18 | 14 août 2013     | Stade Asim Ferhatović Hase, Sarajevo   | Bosnie-Herzégovine              | 2-2   | 4-3      | Match amical                      |
| 19 | 14 août 2013     | Stade Asim Ferhatović Hase, Sarajevo   | Bosnie-Herzégovine              | 3-2   | 4-3      | Match amical                      |
| 20 | 14 août 2013     | Stade Asim Ferhatović Hase, Sarajevo   | Bosnie-Herzégovine              | 4-2   | 4-3      | Match amical                      |
| 21 | 11 octobre 2013  | Rose Bowl, Pasadena                    | Jamaïque                        | 2-0   | 2-0      | Éliminatoires Coupe du monde 2014 |
| 22 | 7 juin 2014      | EverBank Field, Jacksonville           | Nigeria                         | 1-0   | 2-1      | Match amical                      |
| 23 | 7 juin 2014      | EverBank Field, Jacksonville           | Nigeria                         | 2-0   | 2-1      | Match amical                      |
| 24 | 14 octobre 2014  | FAU Stadium, Boca Raton                | Honduras                        | 1-0   | 1-1      | Match amical                      |
| 25 | 14 novembre 2014 | Craven Cottage, Londres                | Colombie                        | 1-0   | 1-2      | Match amical                      |
| 26 | 29 janvier 2015  | Estadio El Teniente, Rancagua          | Chili                           | 2-1   | 2-3      | Match amical                      |
| 27 | 25 mars 2015     | NRGi Arena, Aarhus                     | Danemark                        | 1-0   | 2-3      | Match amical                      |
| 28 | 4 septembre 2015 | RFK Stadium, Washington                | Pérou                           | 1-1   | 2-1      | Match amical                      |
| 29 | 4 septembre 2015 | RFK Stadium, Washington                | Pérou                           | 2-1   | 2-1      | Match amical                      |
| 30 | 13 novembre 2015 | Busch Stadium, Saint-Louis             | Saint-Vincent-et-les-Grenadines | 3-1   | 6-1      | Éliminatoires Coupe du monde 2018 |
| 31 | 13 novembre 2015 | Busch Stadium, Saint-Louis             | Saint-Vincent-et-les-Grenadines | 6-1   | 6-1      | Éliminatoires Coupe du monde 2018 |
| 32 | 31 janvier 2016  | StubHub Center, Carson                 | Islande                         | 1-1   | 3-2      | Match amical                      |
| 33 | 6 février 2016   | StubHub Center, Carson                 | Canada                          | 1-0   | 1-0      | Match amical                      |
| 34 | 30 mars 2016     | Mapfre Stadium, Columbus               | Guatemala                       | 4-0   | 4-0      | Éliminatoires Coupe du monde 2018 |
| 35 | 2 septembre 2016 | Stade Arnos Vale, Kingstown            | Saint-Vincent-et-les-Grenadines | 3-0   | 6-0      | Éliminatoires Coupe du monde 2018 |
| 36 | 6 septembre 2016 | EverBank Field, Jacksonville           | Trinité-et-Tobago               | 2-0   | 4-0      | Éliminatoires Coupe du monde 2018 |
| 37 | 6 septembre 2016 | EverBank Field, Jacksonville           | Trinité-et-Tobago               | 3-0   | 4-0      | Éliminatoires Coupe du monde 2018 |

## International
- 113 sélections avec les États-Unis (42 buts)
- 1er but contre le Mexique, le 6 février 2008 (Match nul 2-2)